# Betty Gilpin
Elizabeth Folan Gilpin, född 21 juli 1986 i New York City, är en amerikansk skådespelare.
Gilpin fick sitt genombrott i TV-serien GLOW (2017–2019) och har vidare medverkat i podcastserien Red Frontier år 2021. Hon har även förekommit i filmerna Coffee & Kareem och The Hunt från 2020. 2023–2024  medverkade hon i TV-serien Three Women.

## Filmografi (i urval)
- 2017–2019: GLOW
- 2020: Coffee & Kareem
- 2020: The Hunt
- 2023: Skull Island
- 2023 – Three Women (TV-serie)
- 2025 – American Primeval (TV-serie)
- 2025 – Death by Lightning (TV-serie)